# Ahí viene cascarrabias
Ahí viene... ¡Cascarrabias! (Here comes The Grump) Fue una serie de dibujos animados creada por DePatie-Freleng Enterprises (creadores de La pantera rosa), cuyo personaje principal era un mago gruñón llamado "Cascarrabias" (The Grump, en inglés) quien había lanzado un conjuro que postró en la melancolía al reino de la "Princesa Amanecer" (Princess Dawn, en inglés). 

## Sinopsis
La Princesa Amanecer y su amigo Terry Dexter (un niño del "mundo real") buscan "La cueva de las Orquídeas Susurrantes", lugar donde supuestamente se halla una llave de cristal que rompería el conjuro, mientras que Cascarrabias busca a toda costa detenerlos. La princesa tenía una mascota de nombre "Bip", una especie de "perro psicodélico" que frecuentemente perdía la nariz, la cual olfateaba cualquier rastro que condujese a "La tierra de las mil cuevas", hipotético lugar donde se encuentra "La cueva de las orquídeas susurrantes". En todos los capítulos, la princesa y sus amigos viajaban en una especie de carruaje que a menudo se desplazaba por aire, al desplegar un enorme globo que lo permitía. La premisa de la serie era que, en cada episodio, Cascarrabias y su dragón volador (frecuentemente llamado "sabandija" por su dueño) se ocupaban de perseguir a Terry y a la Princesa Amanecer con la finalidad de impedir que localizaran la cueva. En su interminable recorrido, la búsqueda los llevaba a los lugares más extraños con habitantes muy extraños también; por ejemplo, "La isla del eco", donde las montañas vivientes estaban hechas de queso suizo, o Zapatilandia, donde todos los habitantes del pueblo son zapatos.
Debido a que la serie fue interrumpida no tuvo un episodio final, por lo que Terry y la Princesa Amanecer nunca llegaron a la Cueva de las Orquídeas Susurrantes y con ello, la llave de cristal no fue encontrada.

## Producción
La serie era muy creativa para su tiempo (1969-1972), y los colores tenían una marcada influencia psicodélica, y predominaban el rojo y el rosa. El propio Cascarrabias usaba un atuendo rosa y la mascota de la princesa era de color rojo. Una de las escenas graciosas más recurrentes era aquella en donde, cuando Cascarrabias estaba a punto de atrapar a la princesa, el dragón solía estornudar, quemaba a su dueño y lo dejaba en un estado lamentable. Para crear a Cascarrabias, su autor, Friz Freleng, se basó en Sam Bigotes. El dragón de Cascarrabias era exactamente el mismo que tenía Sam Bigotes en un episodio de Looney Tunes llamado "El caballero Bugs" (Mighty Knight Bugs, en inglés), donde alternaba con Bugs Bunny con los mismos estornudos sobre su amo.

## Transmisión
La serie duró sólo una temporada (1969-1972) (en algunos países se transmitió hasta 1985) y se retransmitió a mediados de los 90. La colección completa se reeditó en formato DVD el 31 de enero del 2006.

## Película
Debido al gran éxito que gozó, en 2018 salió una película basada en la serie producida por Ánima Estudios, Prime Focus World y GFM Animation realizada en animación por computadora que se estrenó el 26 de julio en México, en Reino Unido el 11 de mayo y en Estados Unidos salió tanto en VOD como en cines por un tiempo limitado el 14 de septiembre.
La película muestra a los mismos personajes principales con algunas diferencias y modernismos, sin mencionar a los nuevos personajes que nunca se mostraron en la serie original y que se crearon para la trama de la misma.
Cabe señalar que se recortaron algunas escenas y su duración aquí fue de 90 minutos, mientras que para países de habla inglesa se mostró la versión extendida con escenas sin doblaje dura 97 minutos con un Relación de aspecto distinta a la que se exhibió en cines mexicanos.

## Reparto de actores de voz
- Cascarrabias (The Grump): Rip Taylor en inglés, Rubèns Medel en español.
- Princesa Amanecer (Princess Dawn): Stefanianna Christopher en inglés, Olga Donna-Dìo en español.
- Terry (Terry Dexter): Jay North en inglés, Juan Antonio Edwards en español.
- Narrador: Avery Shreiber en inglés, Polo Ortín en español.